# Wright County (Missouri)
Das Wright County ist ein County im US-amerikanischen Bundesstaat Missouri. Im Jahr 2020 hatte das County 18.188 Einwohner und eine Bevölkerungsdichte von 10,3 Einwohnern pro Quadratkilometer. Der Verwaltungssitz (County Seat) ist Hartville.

## Geografie
Das County liegt im mittleren Süden von Missouri, ist etwa 80 km von Arkansas entfernt und hat eine Fläche von 1769 Quadratkilometern, wovon 3 Quadratkilometer Wasserfläche sind. Es grenzt an folgende Nachbarcountys:
|                | Laclede County |              |
| Webster County |                | Texas County |
|                | Douglas County |              |

## Geschichte

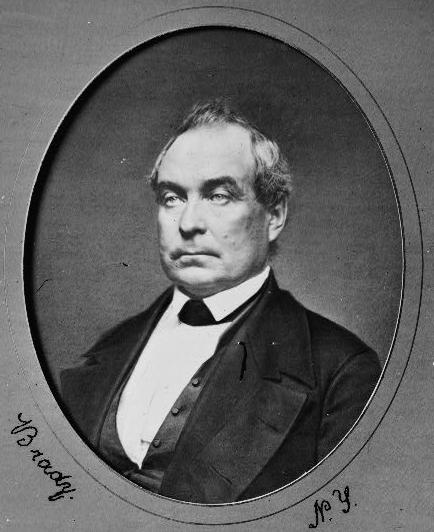
S. Wright

Das Wright County wurde 1861 gebildet. Benannt wurde es nach Silas Wright (1795–1847), einem Abgeordneten des US-Repräsentantenhauses (1827–1829), US-Senator (1833–1844) und Gouverneur von New York (1845–1846).
Ein Ort hat den Status einer National Historic Landmark, das Laura Ingalls Wilder House.

## Demografische Daten
Nach der Volkszählung im Jahr 2010 lebten im Wright County 18.815 Menschen in 7499 Haushalten. Die Bevölkerungsdichte betrug 10,7 Einwohner pro Quadratkilometer.
Ethnisch betrachtet setzte sich die Bevölkerung zusammen aus 97,2 Prozent Weißen, 0,5 Prozent Afroamerikanern, 0,6 Prozent amerikanischen Ureinwohnern, 0,3 Prozent Asiaten sowie aus anderen ethnischen Gruppen; 1,3 Prozent stammten von zwei oder mehr Ethnien ab. Unabhängig von der ethnischen Zugehörigkeit waren 1,3 Prozent der Bevölkerung spanischer oder lateinamerikanischer Abstammung.
In den 7499 Haushalten lebten statistisch je 2,48 Personen.
25,9 Prozent der Bevölkerung waren unter 18 Jahre alt, 56,6 Prozent waren zwischen 18 und 64 und 17,5 Prozent waren 65 Jahre oder älter. 51,2 Prozent der Bevölkerung war weiblich.
Das jährliche Durchschnittseinkommen eines Haushalts lag bei 29.636 USD. Das Prokopfeinkommen betrug 16.413 USD. 24,7 Prozent der Einwohner lebten unterhalb der Armutsgrenze.

## Ortschaften im Wright County
Citys
- Hartville
- Mansfield
- Mountain Grove1
- Norwood

Unincorporated Communities
| - Cedar Gap2 - Graff - Grovespring | - Macomb - Manes - Odin |

1 – teilweise im Texas County

2 – teilweise im Webster County

## Gliederung
Das Wright County ist in 12 Townships eingeteilt:
| Township                 | Einwohner (2010) | FIPS     |
| ------------------------ | ---------------- | -------- |
| Boone Township           | 1028             | 29-07264 |
| Brush Creek Township     | 504              | 29-09154 |
| Clark Township           | 1240             | 29-14086 |
| Elk Creek Township       | 370              | 29-21628 |
| Gasconade Township       | 1286             | 29-26614 |
| Hart Township            | 1302             | 29-30664 |
| Montgomery Township      | 548              | 29-49556 |
| Mountain Grove Township  | 6302             | 29-50420 |
| Pleasant Valley Township | 2923             | 29-58556 |
| Union Township           | 1231             | 29-75094 |
| Van Buren Township       | 583              | 29-75634 |
| Wood Township            | 1498             | 29-1498  |